# 木村築
木村 築（きむら きずく、1992年10月6日 - ）は、日本の男子バレーボール選手である。

## 来歴
東京都江戸川区出身。
聖徳学園高等学校を経て、法政大学に進学。大学時代は、V・チャレンジリーグ（当時のVリーグ2部リーグ）に所属する東京ヴェルディにインターンとして所属。2013/14シーズンにV・チャレンジリーグの試合に出場し、Vリーグデビューを果たした。
2014/15シーズン、V・プレミアリーグ（当時のVリーグ1部リーグ）に所属するFC東京の内定選手となった。
2015年4月、FC東京に入団した。入団1シーズン目となる2015/16シーズンにV・プレミアリーグの試合に出場し、Vリーグ1部デビューを果たした。
しかし、2015年12月の天皇杯をもって、チームでの活動を休止。休止期間に大学院の研究論文作成や就職活動を行い、建築業への就職が決まった。それに伴い、2015/16シーズン終了をもって現役を引退した。
2023年、V.LEAGUE DIVISION3 MEN（V3男子）に所属する東京ヴェルディに入団し、V3で8シーズンぶりのVリーグ復帰を果たした。同時に、建築士Vリーガーの誕生となった。ヴェルディにはインターンで所属して以来10シーズンぶりの復帰となる。
2024年5月、退団を発表した。

## 所属チーム
- 聖徳学園高等学校（2008-2011年）
- 法政大学（2011-2015年）
  - 東京ヴェルディ（2013-2014年）
- FC東京（2015-2016年）
- 東京ヴェルディ（2023-2024年）